# Калапујски језици
Калапујски језици су изумрла језичка породица, коју чине три мала језика северноамеричких староседелаца. Два од три језика потичу из долине Виламет у западном Орегону, док је трећи (јужнокалапујски или јонкалски) био у употреби у долини реке Амква. Ова језичка породица припада хипотетичкој пенутијској макро-породици језика.

## Класификација
Калапујски језици:
- Севернокалапујски
- Средњокалапујски
- Јужнокалапујски

## Повезаност са другим породицама
Калапујски језици су обично класификовани као део неке од грана хипотетичке пенутијске макропородице језика. Првобитно су чинили део орегонскопенутијске гране, заједно са такелмским, сајуслоским, алским и куским језиком. Предлагана је и грана коју чине само калапујски језици и такелмски језик (такелмско-калапујски језици). Међутим, Тарпент и Кендал су у необјављеном раду (1998) изнели закључак да је веза између такелмског и калапујских језика без основа, због изразито велике разлике у морфолошкој структури ових језика.